# Isabel Mesa Delgado
Isabel Mesa Delgado (Ronda, Màlaga, 30 de desembre de 1913 - València, Horta, febrer de 2002) fou una obrera sindicalista i anarquista.

## Biografia
Va nàixer en una família obrera de tradició anarquista. Als 11 anys va començar a treballar de cosidora i als 14 es traslladà amb la família a Ceuta, on es va afiliar al Sindicat d'Activitats Diverses de la Federació Local de Ceuta de la CNT. Va tenir el carnet núm. 1 de dones treballadores del Gremi de l'Agulla. A Ceuta i Tetuan, l'alçament franquista va triomfar el mateix 16 de juliol de 1936. La repressió va ser fortíssima i va haver molts afusellaments. Isabel es va poder escapar cap a Marbella en una barca de pescadors, en la qual anaven 12 homes i ella, amb plànols de les mines explosives i defenses marítimes del port de Ceuta.
Quan les tropes del bàndol franquista, van atacar Màlaga, va ser testimoni directa de la retirada dels republicans i de la massacre de la carretera Màlaga-Almeria. El 1937 arribà a València on inicià un curs d'infermera, treballant-ne després a aquesta ciutat i a Gandia. Va participar en el congrés de constitució de la Federación Nacional de Mujeres Libres i arribà a ser la secretària general de l'agrupació local de València. Els darrers dies de la guerra, el març de 1939, fugí cap al port d'Alacant en busca de transport per anar-se'n a l'exili. Com que no arribaren els vaixells en ajuda dels republicans, tornà a fugir cap a Almeria a peu. Amb un nom fals, sospitosa de tenir comptes pendents, fou empresonada al camp d'Albatera, d'on fugí en un moment de distracció dels guàrdies, fent-se passar per una visitant que buscava el seu home. A Màlaga, l'any 1941 crea, junt altres companys, el periòdic clandestí El Faro de Málaga. Descoberta per la policia, Carmen Delgado Palomares -el nom que figurarà al seu DNI des d'aquell moment endavant fins a la fi de la seua vida- fuig una altra vegada cap a València, es feu passar per refugiada de guerra. A aquesta ciutat, i posada en contacte amb les restes del moviment antifeixista, inicià la lluita antifranquista i la reconstrucció del moviment llibertari. El seu àlter ego, Isabel Mesa, és processada en rebel·lia i condemnada a dues penes de mort.
De tornada a València, l'any 1942 promou la creació del col·lectiu Unió de Dones Demòcrates, organització clandestina dedicada a ajudar els presos i altres activitats polítiques. Donat que el final de la II Guerra Mundial no comportà la fi de la dictadura, se centrà en la reconstitució del moviment llibertari i la solidaritat amb empresonats i fugits L'any 1956 és detinguda i durant vuit dies és torturada a comissaria. Després, en els darrers anys del franquisme, encara venia d'amagat premsa llibertària en el quiosc que regentava.
Durant la Transició va col·laborar en la formació de col·lectius llibertaris com Libre Estudio, la Federació de Pensionistes de la CNT, Radio Klara i l'ateneu llibertari Al Margen. Va ser membre de Mujeres Libres i de la Fundación Salvador Seguí.